# Kolbäcken
Kolbäcken är Nydalasjöns utlopp och mynnar i Umeälven. Längd är cirka 3 km, avrinningsområde cirka 8 km². Bäcken har givit namn åt både Kolbäcksbron och Kolbäcksvägen.
Nära mynningen fanns tidigare (1700-tal) ett antal skvaltkvarnar. Bäcken är sedan 1960-talet i stor utsträckning kulverterad.